# Mrigala
Mrigala é uma vila no distrito de Hugli, no estado indiano de Bengala Ocidental.

## Geografia
Mrigala está localizado em 22° 40′ N, 88° 17′ L.

## Demografia
Segundo o censo de 2001, Mrigala tinha uma população de 17 664 habitantes. Os indivíduos do sexo masculino constituem 51% da população e os do sexo feminino 49%. Mrigala tem uma taxa de literacia de 73%, superior à média nacional de 59,5%: a literacia no sexo masculino é de 78% e no sexo feminino é de 67%. Em Mrigala, 11% da população está abaixo dos 6 anos de idade.